# アラスデア・ストロコッシュ
アラスデア・ストロコッシュ（Alasdair Strokosch、1983年2月21日 - ）は、スコットランドの元ラグビー選手。  

## プロフィール
- スコットランド・ペイズリー出身。
- ポジションはフランカー(FL)。
- 身長 190cm、体重 110kg
- スコットランド代表通算キャップ数は47。
- ラグビーワールドカップ2011・ラグビーワールドカップ2015のスコットランド代表に選ばれた[1]。

## 略歴
エディンバラ、グロスターを経て、2012年、USAペルピニャンに加入。  
2018年、現役を引退した。  